# 두드코시강
두드코시강(दुध कोसी)은 네팔 동쪽에 위치한 강으로서 우유빛의 강이라는 뜻이다.

## 유로
네팔의 고쿄 호수 동쪽에서 시작되어 남쪽으로 흘러가다가 보트 코시강과 만난다. 남쪽으로 계속 흘러가면서 루클라 서쪽으로 지나간다. 사가르마차 국립공원에 맞닿으며 수르크야 지방의 남서쪽에서 두브코시 지방에 이른다. 남쪽으로 유로가 계속 흘러가는 강에서는 후에 순코시강과 만나 코시강을 이룬다.

## 카약
강의 빛깔은 우윳빛처럼 하얗다. 때문에 수상스포츠를 즐기기에도 그렇게 좋은 환경이 아니다. 카약을 최초로 시작한 사람은 마이크 존스라는 카누탐험대장이었으며 존스의 팀이 1976년 카약을 시도했다.

두드코시강
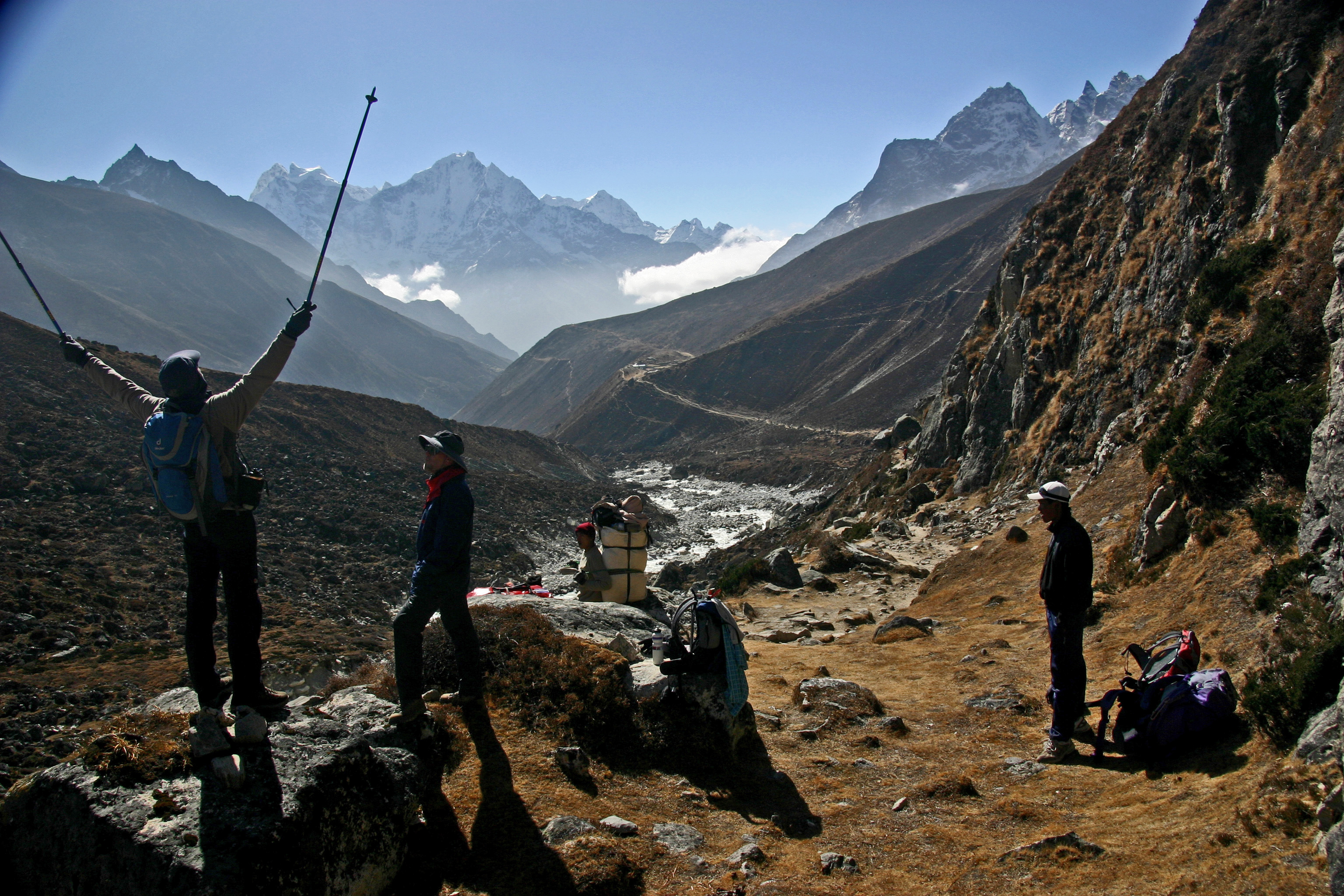
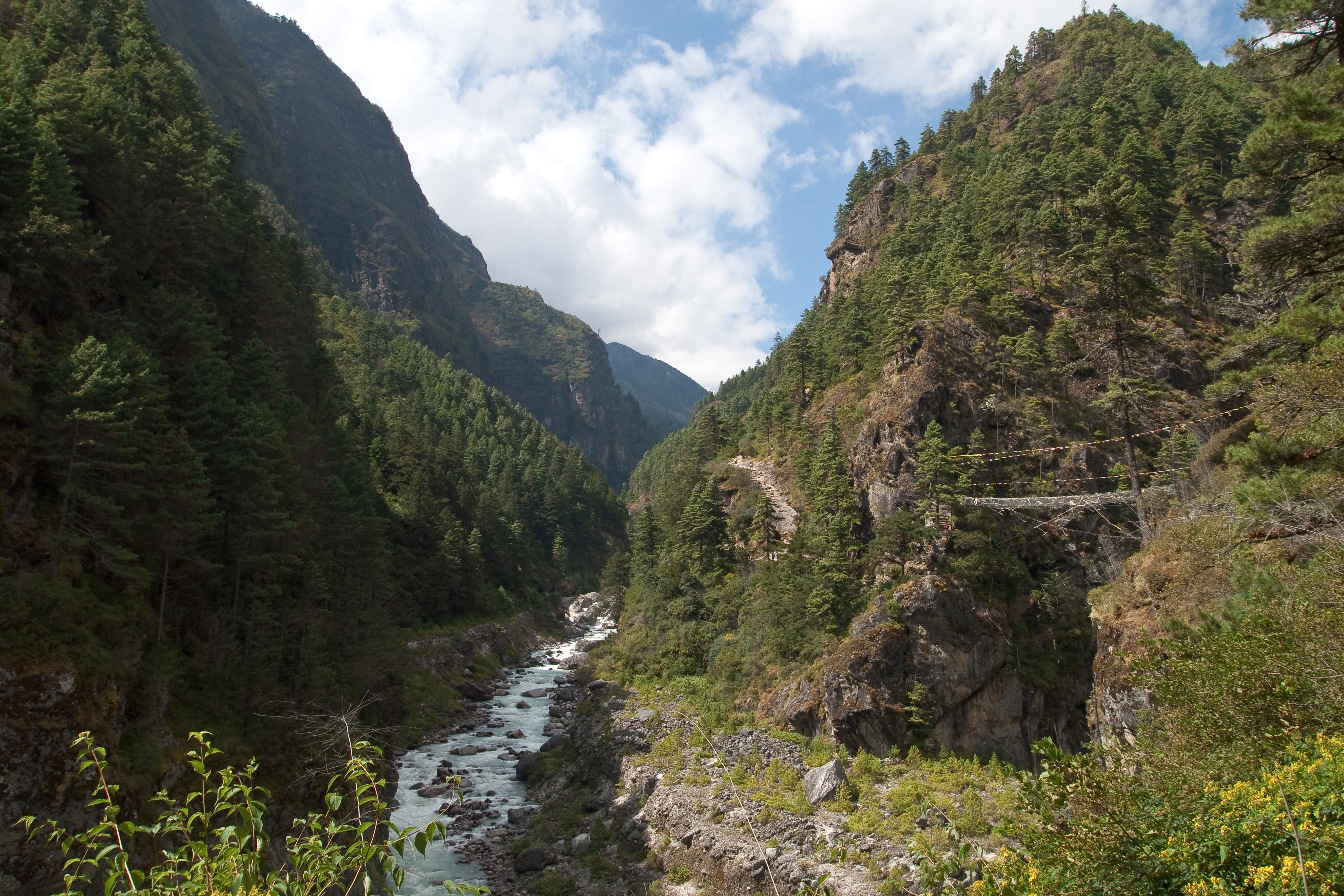
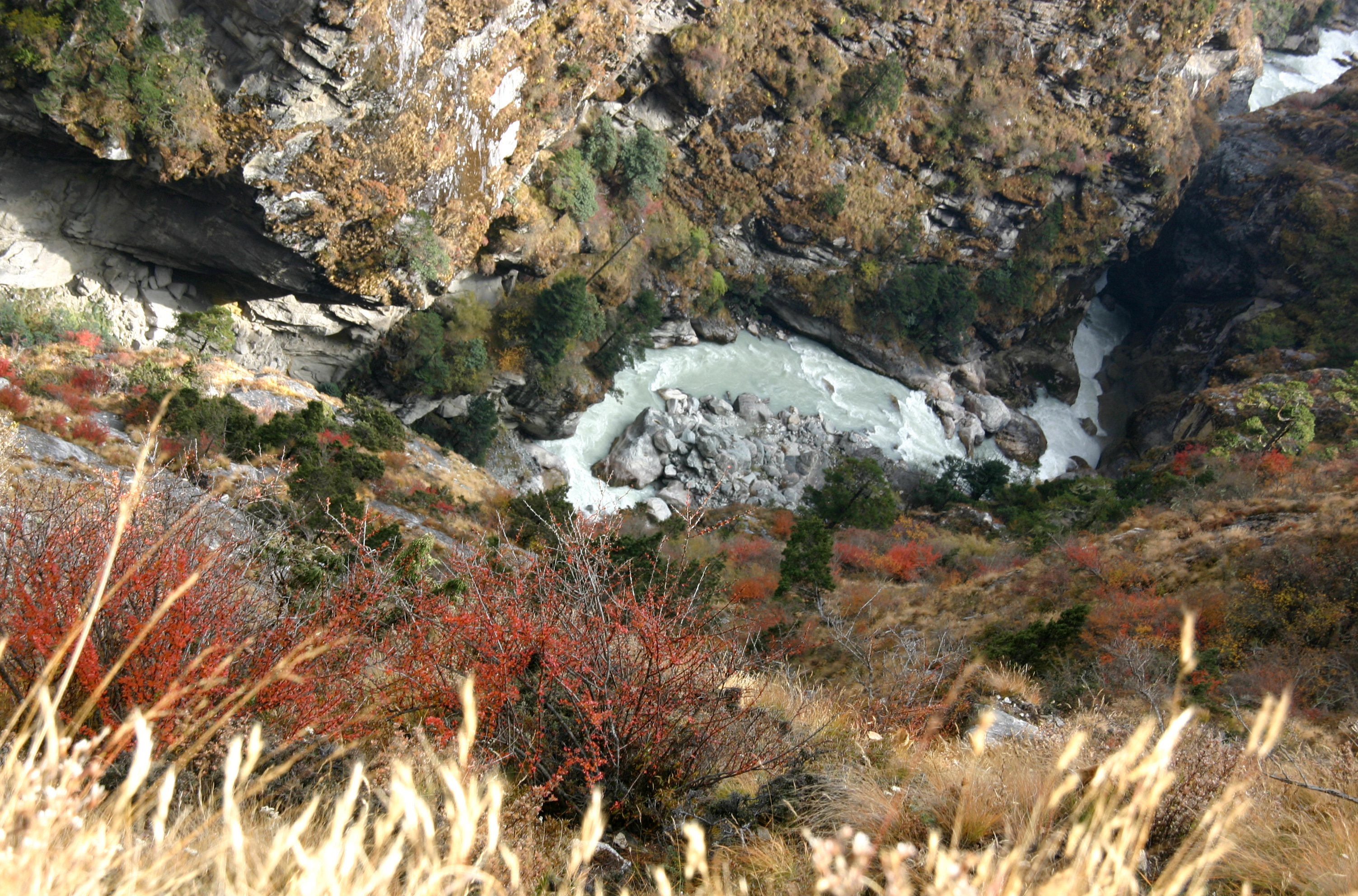
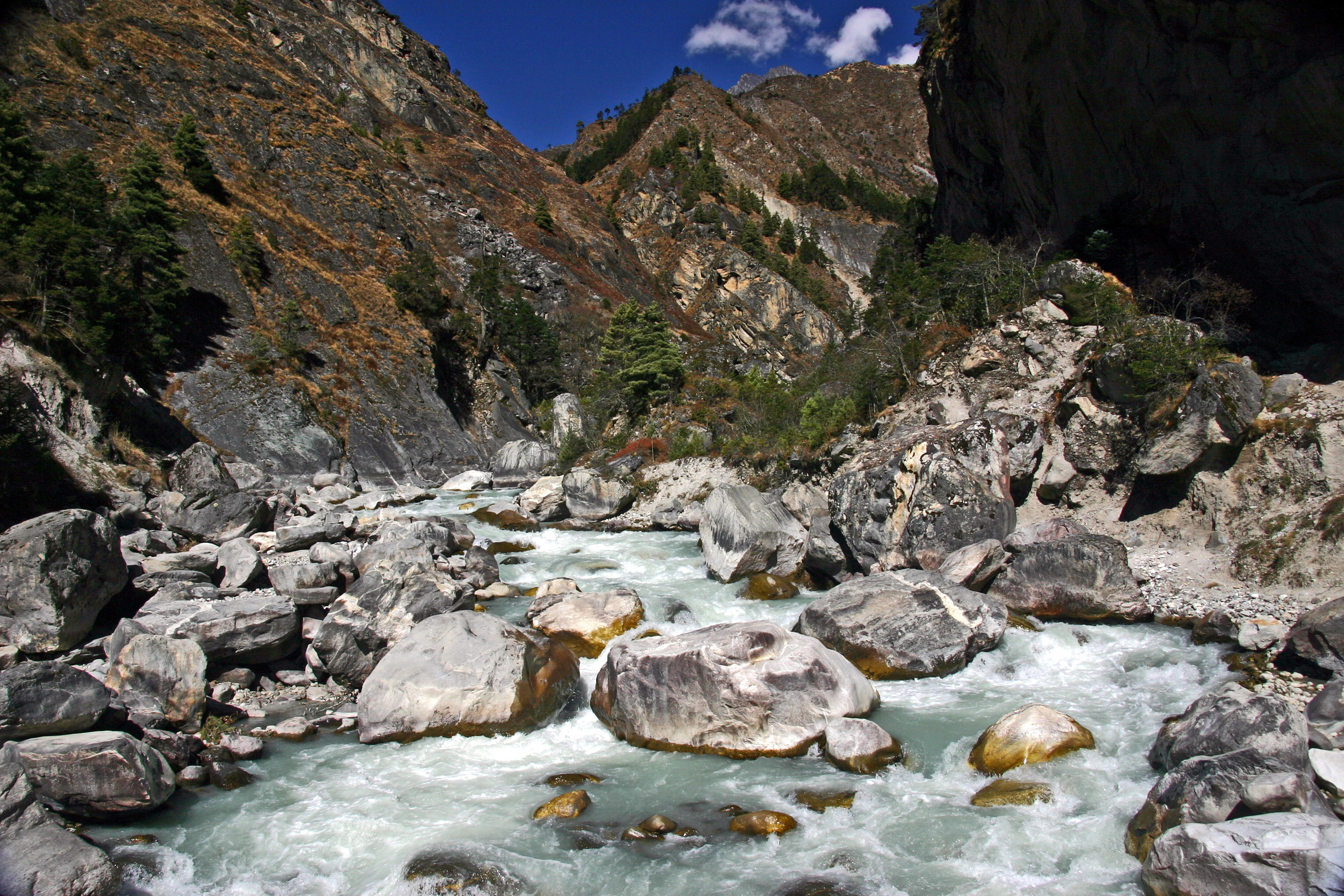
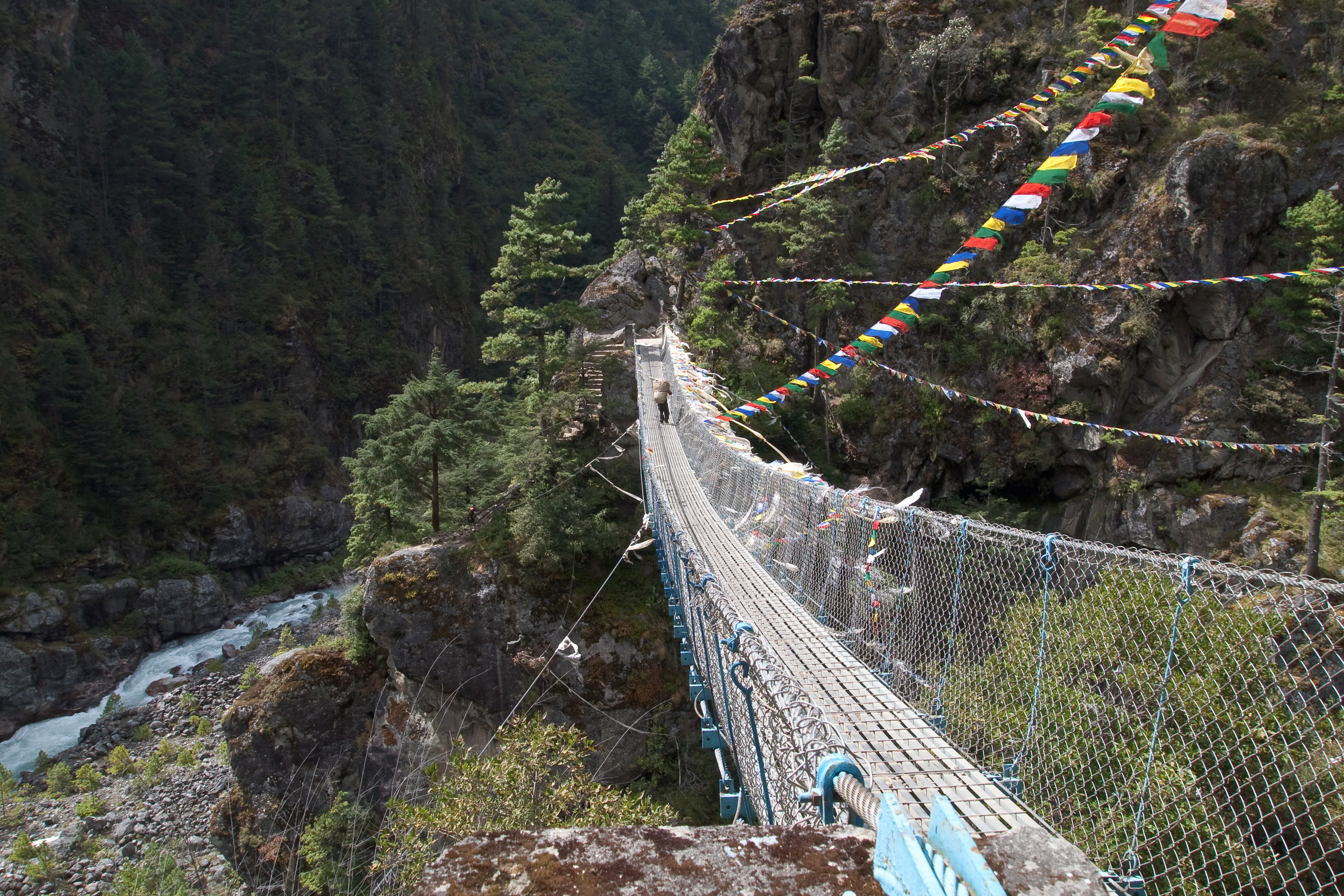
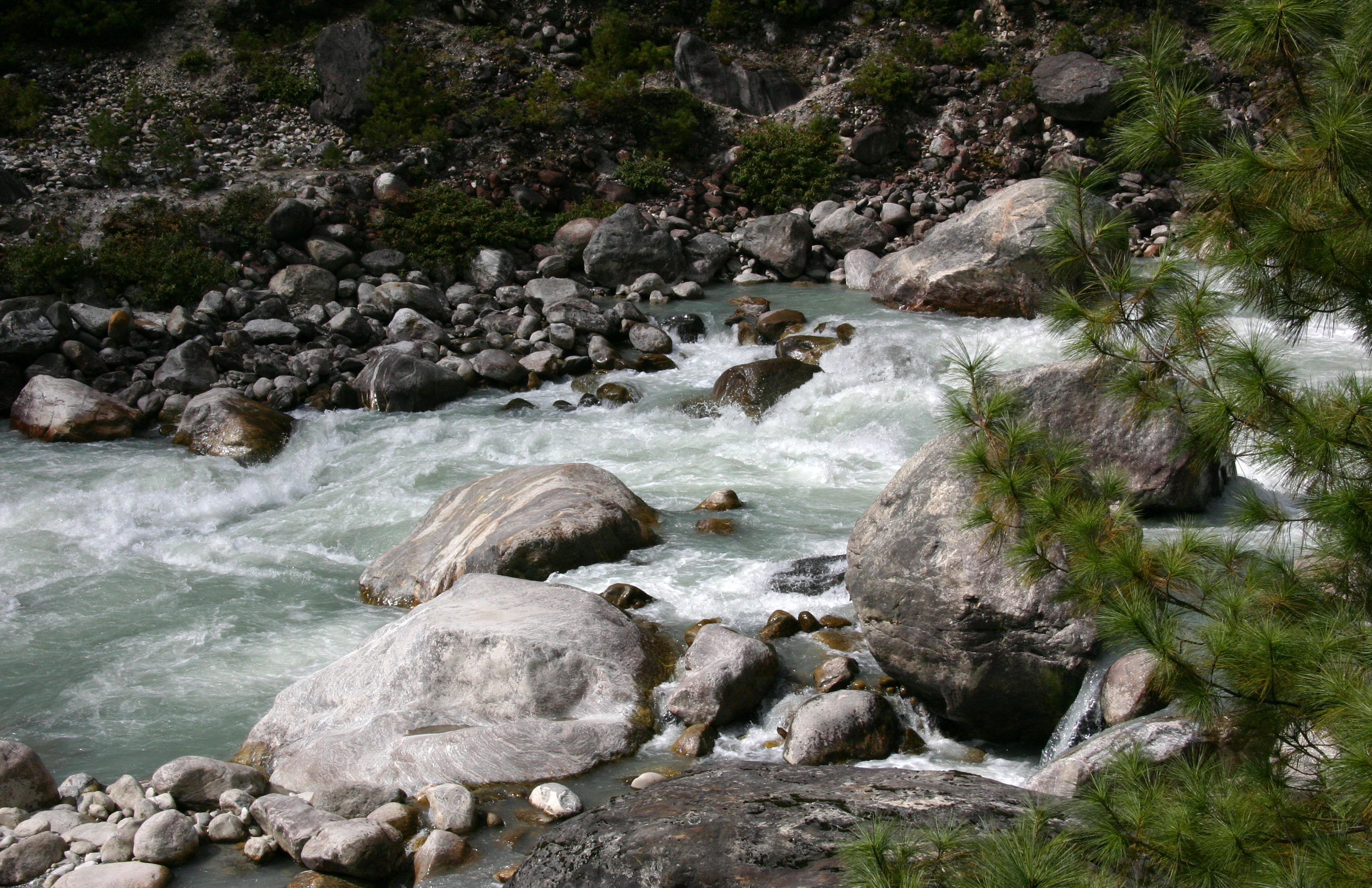